# Joey Litjens
Joey Litjens (Venray, 8 febbraio 1990) è un pilota motociclistico olandese.

## Carriera
La sua carriera inizia tra le minimoto nel 2000/2001 per passare alle competizioni nazionali olandesi in sella alla Aprilia RS 125 e gareggiare nel campionato Europeo Velocità nel 2004 e nel 2005.
Dopo aver esordito come wild card nel Gran Premio motociclistico d'Olanda 2005, nel motomondiale 2006 ha corso tutta la stagione nella classe 125, con il numero 37, nel team Arie Molenaar Racing con una Honda RS 125 R, restando fedele alla casa nipponica anche per le gare del motomondiale 2007.
L'ultima partecipazione nel GP d'Olanda del 2008 dove incorre in un incidente al primo giro; nel corso delle sue partecipazioni al campionato mondiale non ha mai raccolto punti, ottenendo come miglior risultato il 16º posto nel Gran Premio motociclistico d'Italia 2007. Sempre nel 2008 arriva secondo nel campionato tedesco 125 ed esordisce nel campionato europeo Superstock 600 partecipando alla gara sul circuito di Portimão con una Yamaha YZF-R6 del team Zone Rouge in qualità di pilota sostitutivo.
Continua nell'europeo Stock 600 anche nel 2009 sempre con una Yamaha YZF-R6 ma passando al team Vd Heyden Motors, totalizzando nelle tre gare a cui prende parte un piazzamento a podio nella gara di Assen.

## Risultati nel motomondiale
| 2005 | Classe | Moto  |  |  |  |  |  |  |    |    |  |  |  |  |  |  |  |  |  |  | Punti | Pos. |
| ---- | ------ | ----- |  |  |  |  |  |  | -- | -- |  |  |  |  |  |  |  |  |  |  | ----- | ---- |
| 2005 | 125    | Honda |  |  |  |  |  |  | 30 | NE |  |  |  |  |  |  |  |  |  |  | 0     |      |

| 2006 | Classe | Moto  |    |    |    |    |    |     |    |    |    |     |    |    |     |    |    |    |    |  | Punti | Pos. |
| ---- | ------ | ----- | -- | -- | -- | -- | -- | --- | -- | -- | -- | --- | -- | -- | --- | -- | -- | -- | -- |  | ----- | ---- |
| 2006 | 125    | Honda | 33 | 27 | 34 | 27 | 24 | Rit | 29 | 19 | NP | Rit | NE | 25 | Rit | NP | 29 | 25 | 25 |  | 0     |      |

| 2007 | Classe | Moto  |    |    |    |    |    |    |     |    |    |     |    |    |    |    |  |    |    |    | Punti | Pos. |
| ---- | ------ | ----- | -- | -- | -- | -- | -- | -- | --- | -- | -- | --- | -- | -- | -- | -- |  | -- | -- | -- | ----- | ---- |
| 2007 | 125    | Honda | 21 | 21 | 20 | 22 | 25 | 16 | Rit | 21 | 26 | Rit | NE | 24 | 27 | NP |  | 17 | 24 | 24 | 0     |      |

| 2008 | Classe | Moto |  |  |  |  |  |  |  |  |     |  |    |  |  |  |  |  |  |  | Punti | Pos. |
| ---- | ------ | ---- |  |  |  |  |  |  |  |  | --- |  | -- |  |  |  |  |  |  |  | ----- | ---- |
| 2008 | 125    | Seel |  |  |  |  |  |  |  |  | Rit |  | NE |  |  |  |  |  |  |  | 0     |      |

| Legenda | 1º posto        | 2º posto            | 3º posto            | A punti      | Senza punti        | Grassetto – Pole position Corsivo – Giro più veloce |
| Legenda | Gara non valida | Non qual./Non part. | Ritirato/Non class. | Squalificato | '-' Dato non disp. | Grassetto – Pole position Corsivo – Giro più veloce |